# صموئيل كيركباتريك
صموئيل كيركباتريك (بالإنجليزية: Samuel Kirkpatrick)‏ هو شخصية أعمال نيوزيلندي، ولد في 1854، وتوفي في 21 مايو 1925.